# روبرت كولن مارشال
روبرت كولن مارشال هو سياسي كندي، ولد في 19 مايو 1883 في إنجرسول في كندا، وتوفي في 20 فبراير 1962 في فورت لودرديل في الولايات المتحدة. انتخب عضو الجمعية التشريعية ألبرتا.